# Johannes Dürnberger
Johannes Dürnberger CRL (* 9. November 1447 am Dürnberghof bei Dürnberg; † 24. Jänner 1510) war ein österreichischer römisch-katholischer Ordenspriester und von 1480 bis 1510 Propst von Stift Seckau.

## Leben
Dürnberger entstammte einem Dienstmannengeschlecht, das sich als Lehensträger des Stiftes Seckau große Verdienste erworben hatte und mit diesem eng verbunden war. Das Seckauer Necrologium berichtet von mehreren Vorfahren, die ins Kloster eintraten und durch Wohltäterschaft unterstützten. So stiftete auch Thomas Dürnberger, der Bruder des späteren Propstes, mehrere Güter an Seckau und spielte im Rechtstreit zwischen Bischof Matthias Scheit und dem Stift eine gewichtige Rolle.
Dürnberger kam 1456, im Todesjahr seiner Mutter, in die Klosterschule nach Seckau, wo er am 8. Dezember 1461 das Noviziat begann. Während seiner ersten Klosterjahre brach die Pest in Seckau aus, die bis 1466 circa 700 Menschen im Kloster und Ort dahinraffte. Am 8. April 1470 feierte Dürnberger seine Primiz, nachdem 1469 sein Vater verstorben war. Am 26. Jänner 1472 zum Seckauer Pfarrer von St. Jakob in hospitali ernannt, erlebte er im August 1480 einen Türkeneinfall in Seckau und die damit verbundenen Zerstörungen und Plünderungen sowie die Massaker an der Zivilbevölkerung.
Am 29. August 1480 wurde er vom Konvent des Stiftes Seckau zum Propst und Archidiakon gewählt und am 20. Oktober 1480 durch den Bischof der Diözese Seckau, Christoph Trautmannsdorf, bestätigt. Sein Wahlspruch lautete: „Ave spes Jesus et Virgo Maria“ (Sei gegrüßt, Hoffnung mein, Jesus und Jungfrau Maria). Als Propst wirkte Dürnberger als umfangreicher Kunstmäzen der ausgehenden Gotik und Förderer des katholischen Glaubens. In sein Mäzenatentum fallen unter anderem die Errichtung einer Mariä-Opferungs-Bruderschaft (1486), der Auftrag für das Tafelgemälde der Seckauer Gregoriusmesse (1486) und des berühmten Dreifaltigkeitsaltars (1489), die Wiederherstellung der von den Türken geplünderten Pfarrkirche St. Marein bei Knittelfeld (1490), die Innenausstattung und Altäre der Seckauer Basilika sowie die Stiftung des Seckauer Armenspitals mit der Luciakapelle (1501).
Seiner weitreichenden Förderungen brachten das Stift jedoch in eine finanzielle Notlage. 1492 musste Dürnberger Kaiser Friedrich III. bitten, die auferlegte Abgabe von 1000 Dukaten zu erlassen. Am 1. Dezember 1498 erwirkte er von Papst Alexander VI. den Kanonikern von Seckau die Rechte und Privilegien der Augustiner-Chorherren vom Lateran.
1507 empfing Dürnberger den Schiedsspruch im Streit der Bischöfe Matthias Scheit und Christoph Zach und damit die verbrieften Rechte des Stiftes an der Fischerei und des Zehents in Gaal und Ingering sowie die Ansprüche des Stiftes auf das Schloss Witschein im heutigen Slowenien.
Dürnberger starb am 24. Jänner 1510. Sein Epitaph ist an der Westseite der Seckauer Gnadenkapelle angebracht. Zu seinem Nachfolger wurde Gregor Schärdinger gewählt.